# Manuel Barros
Manuel Barros (1880-1973) fue un botánico argentino. Se especializó en la taxonomía de las familias de las poáceas, juncáceas y ciperáceas.

## Vida
Nació en el pueblo de Tolhuin, la Tierra de Fuego. Su infancia fue muy dura, pues sus padres murieron cuando él era un adolescente. 

## Obra
Escribió más de 150 trabajos científicos en los que describió nuevas especies para la ciencia, con 162 registros IPNI.

### Algunas publicaciones
- maevia n. Correa, manuel Barros, olga e. Borsini, susana Crespo, maria luisa Giardelli, roman l. Perez-Moreau, pedro f. Ravenna. 1969. Flora Patagónica. Vol. 8 de Colección científica del INTA. Ed. Instituto Nacional de Tecnología Agropecuaria, 219 pp.
- 1969. Monocotyledoneae>: Typhaceae a Orchidaceae (excepto Gramineae). Parte 2 de Flora Patagónica. Ed. Instituto Nacional de Tecnología Agropecuaria, 219 pp.
- 1960. Las Ciperáceas del Estado de Santa Catalina. Sellowia, 12: 181-450. Series. 269 pp. ; ill.n&b
- 1953. Las Juncáceas de la Argentina, Chile y Uruguay. Darwiniana, 10 (3): 279-460. 179 pp.
- 1945. Ciperáceas argentinas I-IV. Anales, Botánica, Publicación, Nº 80, 84, 85, 87. 479 pp. ; ill.n&b
- 1942. Notas ciperológicas II. Darwiniana 6: 122-126
- 1939. Notas sobre "Heleocharis" argentinas. Reimpreso de Coni, 444 pp.
- 1925. Ciperáceas argentinas clave para la determinación de los géneros

## Honores

### Eponimía
- (Cyperaceae) Rhynchospora barrosiana Guagl.[1]
- (Cyperaceae) variedad Carex vallis-pulchrae var. barrosiana G.A.Wheeler[2]
- (Poaceae) Poa barrosiana Parodi[3]
- La abreviatura «Barros» se emplea para indicar a Manuel Barros como autoridad en la descripción y clasificación científica de los vegetales.[4]